# John Carter (ingénieur du son)
Pour les articles homonymes, voir John Carter et Carter.
John Carter est un ingénieur du son américain né le 22 octobre 1907 à Gainesville (Virginie) et mort le 22 février 1982 à Los Angeles (Californie).

## Filmographie (sélection)

### Cinéma
- 1962 : Hatari ! de Howard Hawks
- 1963 : T'es plus dans la course, papa ! (Come Blow Your Horn) de Bud Yorkin
- 1967 : Peter Gunn, détective spécial (Gunn) de Blake Edwards
- 1967 : Hombre de Martin Ritt
- 1970 : Rio Lobo de Howard Hawks
- 1970 : Darling Lili de Blake Edwards
- 1974 : Sugarland Express (The Sugarland Express) de Steven Spielberg
- 1975 : Une bible et un fusil (Rooster Cogburn) de Stuart Millar
- 1975 : Les Dents de la mer (Jaws) de Steven Spielberg

### Télévision
- 1951-1953 : The Roy Rogers Show (27 épisodes)
- 1973-1974 : Kojak (23 épisodes)
- 1975-1980 : 200 dollars plus les frais (105 épisodes)

## Distinctions

### Récompenses
- Oscars 1976 : Oscar du meilleur mixage de son pour Les Dents de la mer

### Nominations
- BAFTA 1976 : BAFA du meilleur son pour Les Dents de la mer